# Řecko na Letních olympijských hrách 2000
Řecko se účastnilo Letní olympiády 2000. Zastupovalo ho 140 sportovců (82 mužů a 58 žen) v 23 sportech.

## Medailisté
| Medaile | Jméno | Sport                | Soutěž                   |
| ------- | --- | -------------------- | ------------------------ |
| Zlato   | Konstantinos Kenteris                                                                                      | Atletika             | Muži 200 m               |
| Zlato   | Michail Mouroutsos                                                                                         | Taekwondo            | Muži nad 58 kg           |
| Zlato   | Pyrros Dimas                                                                                               | Vzpírání             | Muži 85 kg               |
| Zlato   | Akakios Kakiasvilis                                                                                        | Vzpírání             | Muži 94 kg               |
| Stříbro | Ekaterini Thanouová                                                                                        | Atletika             | Ženy 100 m               |
| Stříbro | Anastasia Kelesidouová                                                                                     | Atletika             | Ženy hod diskem          |
| Stříbro | Mirela Manjaniová                                                                                          | Atletika             | Ženy hod oštěpem         |
| Stříbro | Dimosthenis Tampakos                                                                                       | Sportovní gymnastika | Muži kruhy               |
| Stříbro | Leonidas Sampanis                                                                                          | Vzpírání             | Muži 62 kg               |
| Stříbro | Viktor Mitrou                                                                                              | Vzpírání             | Muži 77 kg               |
| Bronz   | Ioanna Chatziioannouová                                                                                    | Vzpírání             | Ženy 63 kg               |
| Bronz   | Eirini Aindili Evangelia Christodoulou Maria Georgatou Zacharoula Karyami Charikleia Pantazi Anna Pollatou | Moderní gymnastika   | Ženy                     |
| Bronz   | Amiran Kardanov                                                                                            | Zápas                | muži volný styl do 54 kg |